# القنب الهندي في ألبانيا
القنب الهندي في ألبانيا غير قانوني, لكن المخدرات تزرع على نطاق واسع.

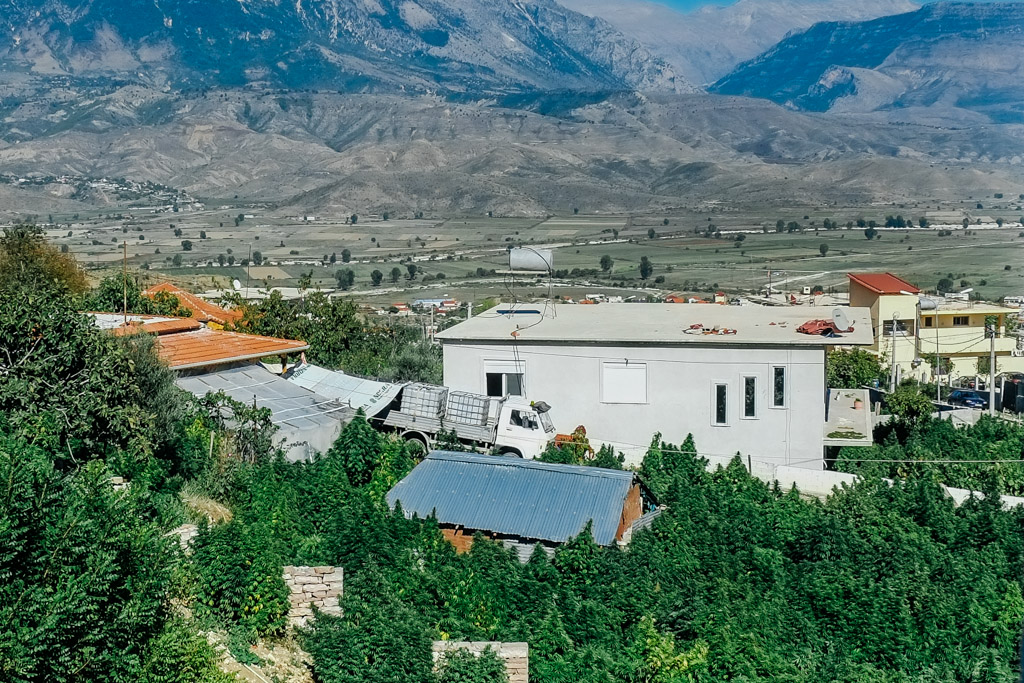
لازارات, مدينة يعيش فيها الكثير من الناس من الحشيش

## الإتجار
أصبح الاتجار بالمخدرات في البداية مصدر قلق كبير في ألبانيا في التسعينيات؛ في تلك الفترة نفسها, أصبحت زراعة القنب التي كانت مركزة في البداية في الجنوب أكثر انتشارًا. يعتبر إنتاج القنب الألباني كافياً لتلبية الطلب المحلي وكذلك للتصدير إلى مناطق أخرى, على الرغم من أن البلاد تواصل استيراد بعض الحشيش عبر تركيا.
في منتصف العقد الأول من القرن الحادي والعشرين, نشأ 77% من الحشيش في إيطاليا في ألبانيا. ومع ذلك, لاحظ تقرير صدر عام 2009 انخفاضًا في أهمية صادرات القنب الألباني, وأن مضبوطات القنب الألباني "أصبحت نادرة جدًا في السنوات الخمس الماضية".
في الآونة الأخيرة, على الرغم من أن الألبان لا يزالون بلا شك مصدرًا صافيًا, فقد بدأوا في استيراد القنب العشبي أيضًا, مع تفضيل واضح لأصناف الحشيش في المغرب العربي. في غضون ذلك, قدرت الشرطة المالية الإيطالية إجمالي الإنتاج في ألبانيا بنحو 900 طن, بقيمة 4.5 مليار يورو.

## إجباري
في عام 2016, صادرت ألبانيا 21.2 مليون نبتة القنب, ورصدت 5,204 من حقول القنب الهندي.
تصدرت ألبانيا عناوين الصحف العالمية و "وضعت نفسها على خريطة القنب" في عام 2013 عندما حاولت شرطة الولاية الألبانية إيقاف الإنتاج في لازارات, وهي واحدة من أثقل المدن المنتجة في المناطق الجنوبية الجبلية التي يقال إنها "قلب الأرض" "من إنتاج القنب الألباني. قرى لازارات, التي يعتقد أن 90٪ منهم متورطون في تجارة القنب بطريقة ما, شنت مقاومة مسلحة ضد ASP حتى مع مشاركة "جدة تبلغ من العمر 70 عامًا" في القتال.

## تاريخ
بدأ الإنتاج الكبير الحالي للقنب في ألبانيا بعد سقوط الدولة الشيوعية. في عام 1991, بدأت الجماعات الإجرامية من اليونان في إنشاء مزارع للقنب في المناطق الجنوبية بالقرب من الحدود اليونانية, واغتنم المزارعون الألبان المحليون فرصة لتحقيق مستوى معين من الاستقرار المالي في ظل الوضع الاقتصادي المضطرب. في الأيام الأولى لإنتاج القنب في ألبانيا, كان يتم الاتجار من قبل الشباب اليوناني الذين حملوا أكياس القنب عبر الجبال عبر الحدود, حيث وجدت سلطات إنفاذ القانون الألبانية صعوبة في السيطرة على التجارة. استقرت الصناعة الجديدة بسرعة على الرغم من محاولات تقليصها, وقد ورد أنه في عام 1995 كانت المعارك بالأسلحة النارية بين المزارعين والشرطة شائعة. في وقت لاحق, أصبحت التجارة مرتبطة بالمافيا الإيطالية, وتم نقل الحشيش إلى إيطاليا على متن قوارب سريعة عبر البحر الأيوني.
بسبب تطلعاتها للانضمام إلى الاتحاد الأوروبي, تتعرض ألبانيا لضغوط لتقديم استراتيجية وطنية حاسمة لمكافحة المخدرات, وفي السنوات الأخيرة صعدت حملة الشرطة ضد تجارة القنب, مع نتائج متباينة, وتنسيق الجهود مع الحكومات الوطنية الأخرى مثل الحكومة الإيطالية.
في السابع من أبريل 2022, بعد تصويت الاستشارة الوطنية مع 61% من الناس لصالح التقنين, أعلن رئيس الوزراء إيدي راما أنه سيمهد الطريق لإضفاء الشرعية على الحشيش الطبي.